# Bundesbank-Filiale Hannover

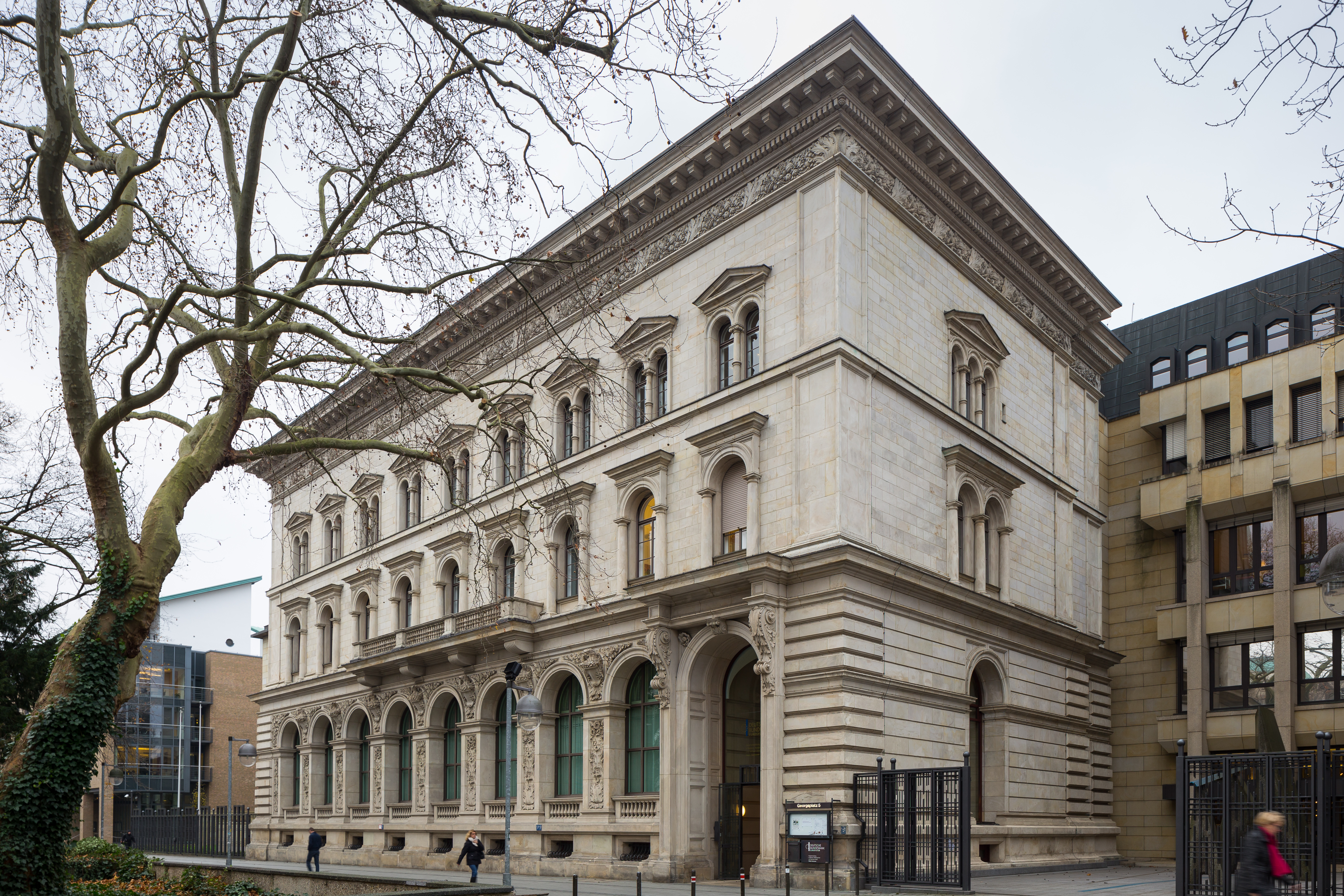
Blick auf den Altbau mit dem Haupteingang der Bundesbank, Filiale Hannover

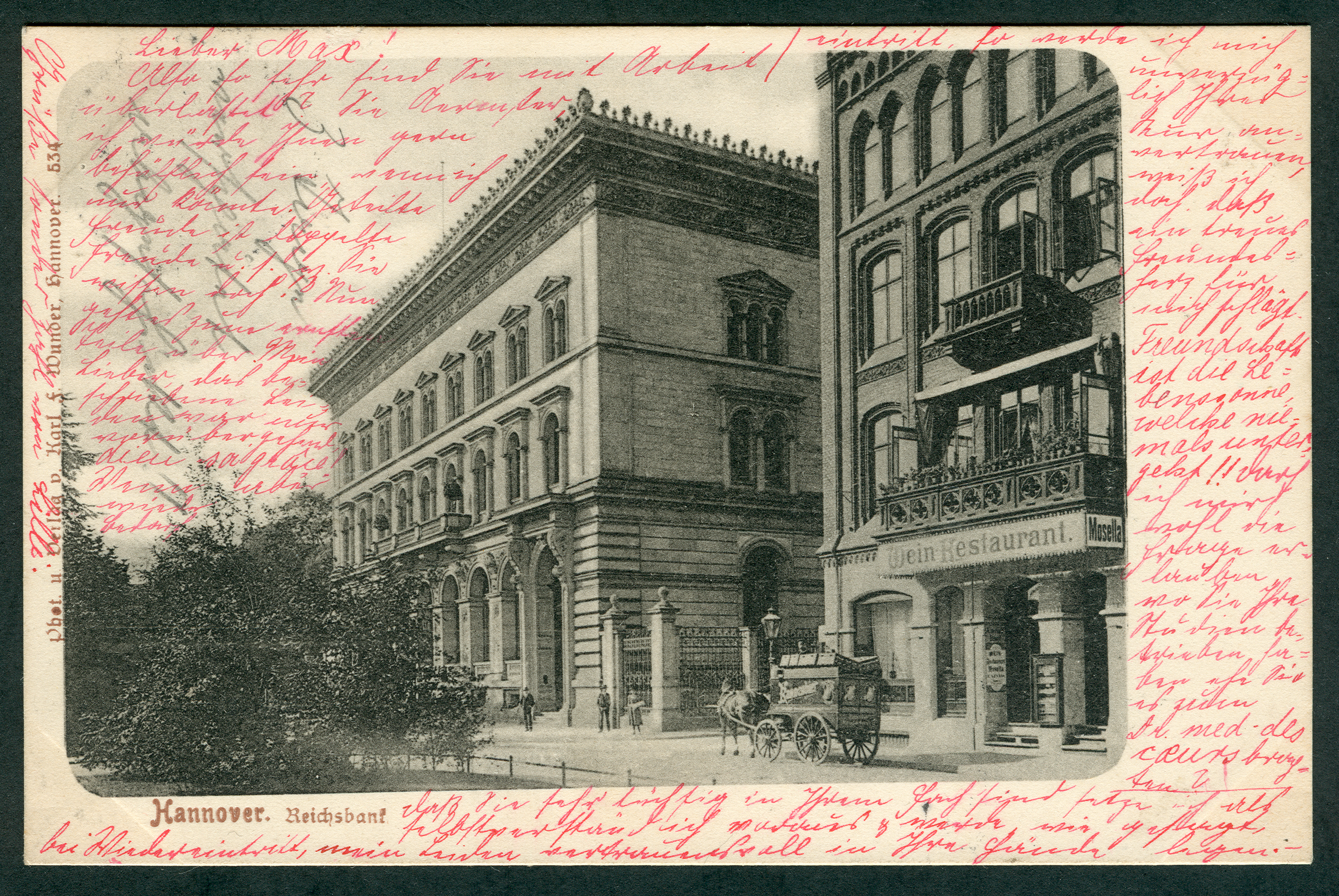
Ähnlicher Standpunkt des Fotografen, bei dem auf dem Gebäude noch die Akroterien aufgesetzt waren;
(Ansichtskarte Nr. 534, Karl F. Wunder, um 1898)

Die Bundesbank-Filiale Hannover unter der Adresse Georgsplatz 5 ist eine Zweigstelle der Deutschen Bundesbank in der niedersächsischen Landeshauptstadt. Insbesondere der denkmalgeschützte, Ende des 19. Jahrhunderts errichtete Teil der ehemaligen Reichsbank in Hannover bestimmt heute die Westseite des vorgelagerten Georgsplatzes.

## Geschichte und Beschreibung

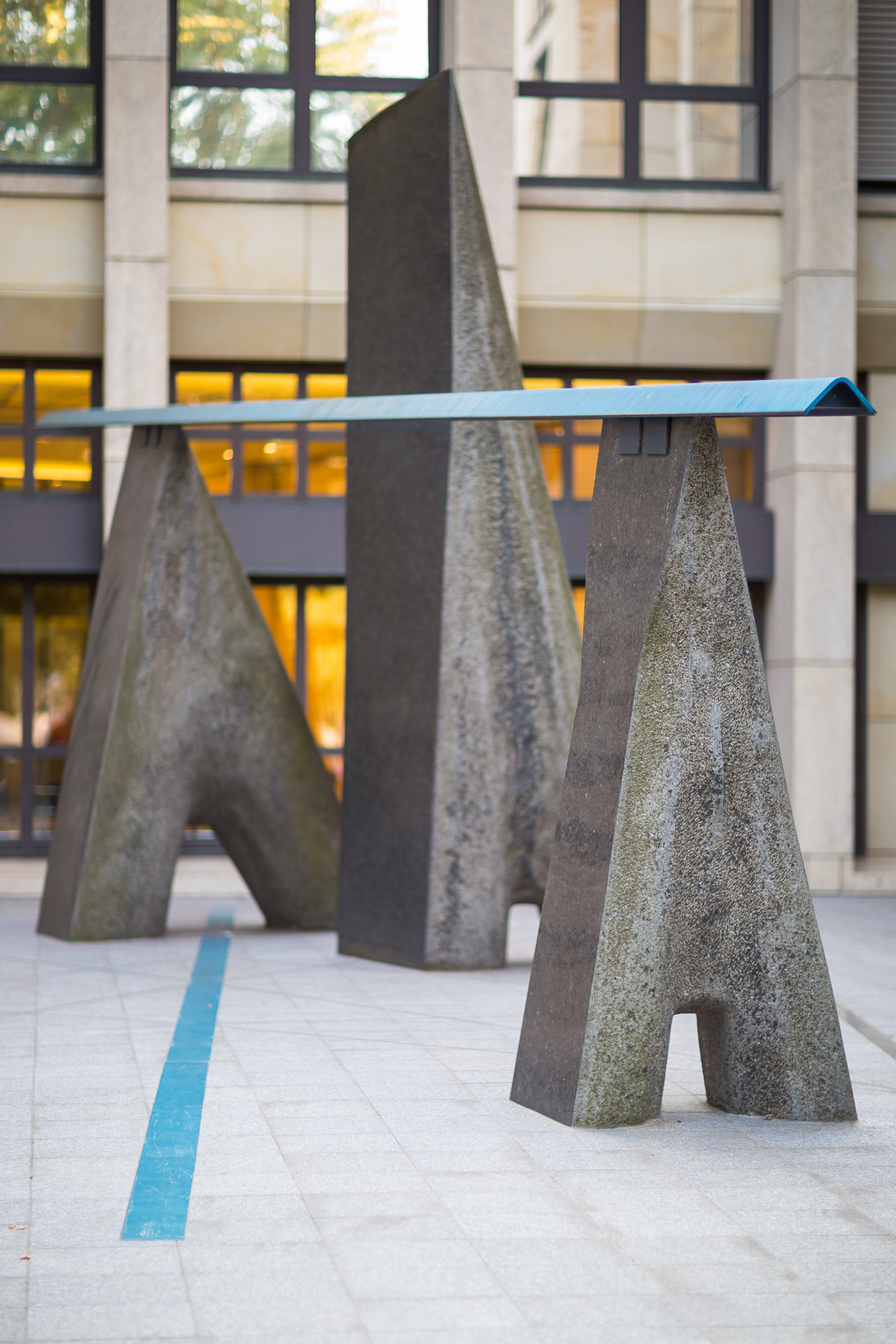
Skulptur Triade von Louis Niebuhr auf dem Vorderhof des Gebäudes

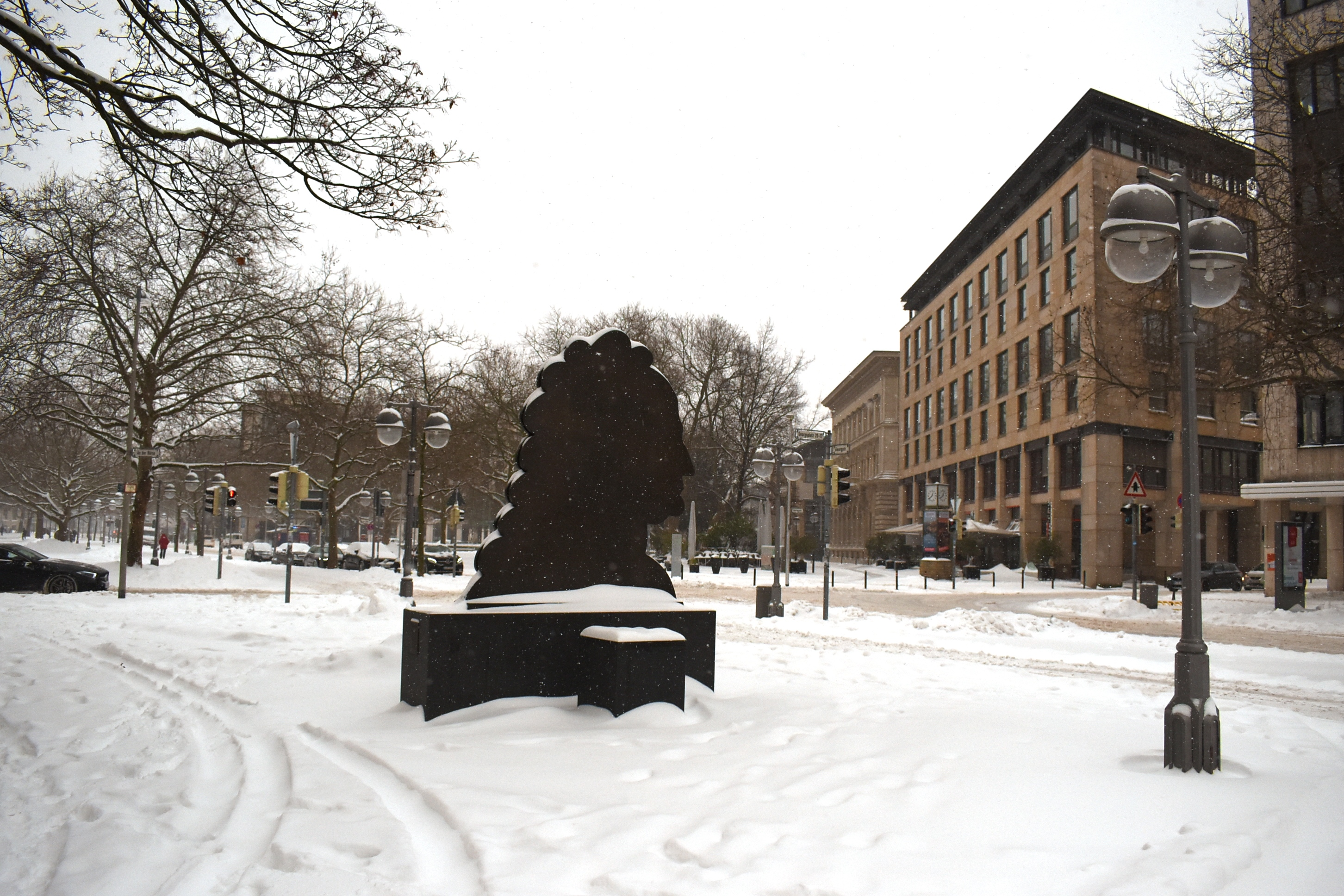
Blick vom Leibniz-Denkmal auf das Eckgebäude der Bundesbank-Filiale

Anfang der 1890er Jahre erteilte die ehemalige Reichsbank den Auftrag für den Bau einer repräsentativen Zweigstelle, die dann in den Jahren von 1894 bis 1896 nach Plänen des Königlichen Regierungs- und Baurats Max Hasak in Hannover errichtet wurde. Dieser gestaltete das in Deistersandstein verwirklichte Bauwerk in Anlehnung an die italienische Palastarchitektur der Renaissance. Bei der Ausgestaltung der Fassade erhielt er Unterstützung durch den Bildhauer Hermann Miethke, mit dem er schon beim Bau der Berliner Bonifatiuskirche zusammengearbeitet hatte.
Über dem hohen Erdgeschoss mit seinen arkadenähnlichen Rundbogenfenstern trennen zwei Gesimse die Obergeschosse mit ihren einfachen und gedoppelten rundbogigen Fenstern, die mit plastisch hervortretenden Verdachungen und Einfassungen betont wurden.
Nach oben hin wird das Bauwerk durch ein kräftig über einen Pflanzenfries vorspringendes Konsol-Gesims abgeschlossen, die ursprüngliche Bekrönung durch Akroterien ging jedoch offensichtlich verloren.
Zur Bauzeit des hannoverschen Reichsbankgebäudes waren „um 1890“ zudem die Gewände des aus dem Jahr 1530 stammenden Hauses Osterstraße 65 auf die Hofseite des Bankhauses transloziert worden.
In der Nachkriegszeit war das Gebäude zeitweilig Sitz der Landeszentralbank (LZB). 1950 ließ der Begründer der nach ihm benannten Schule, Friedrich Buhmann, am Georgsplatz rechts neben dem Bankgebäude das Atlantikhaus errichten.
Im Inneren steht eine Holzplastik von Stephan Balkenhol. Sie kann vom Vorderhof des Gebäudes aus durch die bis zum Boden reichenden Fenster betrachtet werden. Früher stand sie im Durchgang südlich des Gebäudes im Freien.